# Тисуль
Тису́ль — посёлок городского типа в Кемеровской области России, административный центр Тисульского района и Тисульского городского поселения.
Население — 8153 чел. (2021).

## Этимология
Название поселения происходит от реки Тисуль, которая переводится с тюркского тюс — «прямой, верный», йул — «путь», то есть «прямой, верный путь». Либо от кетского тес — «река» и кетско-ассанского уль — «река».

## Климат
Климат Тисуля — умеренный континентальный.
Это один из самых тёплых населённых пунктов Кемеровской области. Вследствие особенностей рельефа и экспозиции горных склонов в зимнее время здесь периодически дуют фёновые ветры, существенно повышающие температуру воздуха и уменьшающие относительную влажность. Так, 9 января 2015 года в 13 часов температура в посёлке повысилась до +7.4 градусов. При этом Тисуль расположен у широты Москвы (около 55 с.ш).
| Показатель                    | Янв.  | Фев.  | Март  | Апр.  | Май   | Июнь | Июль | Авг. | Сен.  | Окт.  | Нояб. | Дек.  | Год   |
| ----------------------------- | ----- | ----- | ----- | ----- | ----- | ---- | ---- | ---- | ----- | ----- | ----- | ----- | ----- |
| Абсолютный максимум, °C       | 9,2   | 12,6  | 20,1  | 30,7  | 35,1  | 34,9 | 37,3 | 34,8 | 32,8  | 26,3  | 18,2  | 9,9   | 37,3  |
| Средний суточный максимум, °C | −10,5 | −7,9  | −0,6  | 7,9   | 17,6  | 22,4 | 24,7 | 22,2 | 15,2  | 7,4   | −2,7  | −8,5  | 7,3   |
| Средняя температура, °C       | −15,8 | −13,7 | −6,6  | 1,9   | 10,5  | 15,7 | 18,3 | 15,6 | 9,2   | 2,4   | −7,1  | −13,4 | 1,4   |
| Средний суточный минимум, °C  | −20,5 | −19   | −12,2 | −3,3  | 4,1   | 9,4  | 12,2 | 9,8  | 4,3   | −1,8  | −11,1 | −18,1 | −3,9  |
| Абсолютный минимум, °C        | −51,4 | −49,5 | −42,5 | −31,3 | −14,8 | −4,3 | 1,0  | −2   | −10,6 | −26,9 | −43,5 | −47,1 | −51,4 |
| Норма осадков, мм             | 14    | 10    | 14    | 33    | 43    | 74   | 77   | 67   | 52    | 43    | 31    | 21    | 479   |
| Источник: «Погода и Климат»   |       |       |       |       |       |      |      |      |       |       |       |       |       |

## История
Населённый пункт основан на левом берегу р. Тисулька в 1783 году как деревня Тисульская Дмитриевской волости Мариинского уезда Томской губернии. Рост деревни связан с развитием в Мариинской тайге золотодобычи. После строительства церкви получил статус села. Была попытка назвать село Троицким либо Тисульско-Троицким по наименованию прихода. С 1856 года с. Тисульское становится центром Дмитриевской волости.
В 1859 году в Тисуле было 948 жителей, 120 хозяйств; в 1911 — 3743 жителя, 557 хозяйств. Два маслобойных, 3 кожевенных завода, церковь, двухклассное училище, лечебница, аптека, почтовое отделение, волостное правление, сельская сборня, камера мирового судьи, резиденция лесничего и полицейского урядника.
С 1920 по 1924 годы — центр Тисульской волости, а с 1924 г. (с двумя перерывами) — центр района. В 1959 году преобразован в посёлок городского типа. На 1968 год в посёлке было 8,4 тыс. жителей.

## Известные уроженцы и жители
В селе родились:
- Михаил Дмитриевич Сметанин (1926—1974) — Герой Советского Союза (1945),
- Николай Васильевич Беседин (род. 1934) — советский поэт, прозаик, член Союза писателей России.

## Население
Население посёлка городского типа Тисуль на 2021 год — 8153 чел.
| 1893  | 1959  | 1970  | 1979  | 1989  | 2002  | 2009  | 2010  | 2011  | 2012  | 2013  |
| ----- | ----- | ----- | ----- | ----- | ----- | ----- | ----- | ----- | ----- | ----- |
| 2709  | ↗7578 | ↗7798 | ↗8483 | ↗9501 | ↘9484 | ↘8959 | ↗9049 | ↘9024 | ↘8762 | ↘8560 |
| 2014  | 2015  | 2016  | 2017  | 2018  | 2019  | 2020  | 2021  |       |       |       |
| ↘8410 | ↘8199 | ↘8010 | ↘7801 | ↘7623 | ↘7462 | ↘7361 | ↗8153 |       |       |       |

## Инфраструктура
В 60х годах 20 века здесь работают промкомбинат, пищекомбинат, кондитерская фабрика, комбинат бытового обслуживания. Центральная усадьба совхоза «Тисульский», контора колхоза «Революция» и др. сельскохозяйственные и промышленные предприятия. Средняя и восьмилетняя школы, ШРМ, Дом культуры, Дом учителя, 2 библиотеки, несколько детских садов и яслей, кинотеатр, гостиница, почта, поссовет.

## Достопримечательности
Исторический центр поселка представлен единым ансамблем из пяти архитектурных памятников второй половины XIX века. Это бывшие купеческие дома и магазины. В объемно-планировочном и архитектурно-художественном решении зданий присутствуют элементы сибирского барокко, неорусского стиля.
В Тисуле установлен памятник жертвам белого террора.
Познакомиться с историей района можно в Историко-краеведческом музее. Постоянно действующие выставки: природа, археологическое прошлое Тисульского района, история крестьянского быта конца XIX — начала XX века. Идет работа над созданием постоянной экспозиции, отражающей историю района. Музей расположен в историческом здании — памятнике архитектуры 80-х годов конца XIX века.